# Râs iberic
Râsul iberic (Lynx pardinus), numit și râs pardos, este una dintre cele patru specii extante din genul de felide sălbatice de mărime medie Lynx. Este endemic în Peninsula Iberică, în sud-vestul Europei. Este clasificat drept specie vulnerabilă⁠(en)[traduceți] pe Lista roșie a IUCN. În secolul al XX-lea, populația de râși iberici a scăzut din cauza vânării excesive, braconajului, fragmentării⁠(en)[traduceți] habitatelor propice și a scăderii populației speciei pradă pe care o vânează râsul iberic în principal, iepurele de vizuină (Oryctolagus cuniculus), cauzată de bolile provocate de virusurile Myxoma virus⁠(en)[traduceți] și Lagovirus europeus⁠(en)[traduceți].
Fosilele sugerează că această felidă este prezentă în regiune încă de la sfârșitul Pleistocenului timpuriu, acum în jur de 1 milion de ani. 
Pe la începutul secolului al XXI-lea, râsul iberic era în pragul extincției, căci până în 2002 numai 94 de indivizi au supraviețuit în două subpopulații izolate din Andaluzia. De atunci au fost luate măsuri de conservare, printre care se numără îmbunătățirea habitatului, repopularea cu iepuri a zonelor, translocarea⁠(en)[traduceți], reintroducerea⁠(en)[traduceți] și monitorizarea râșilor iberici. Până în 2012, populația a crescut la 326 de indivizi, la 855 în 2020, la 1.111 în 2021, la 1.668 în 2023 și la 2.021 în 2024, ceea ce a dus la reclasificarea sa drept vulnerabilă.
Este o specie monotipică și se presupune că a evoluat din Lynx issiodorensis⁠(en)[traduceți].

## Taxonomie
Felis pardina era denumirea științifică propusă de Coenraad Jacob Temminck în 1827, care a descris piei de râși iberici ce au fost uciși în zona Fluviului Tajo, pieile fiind apoi comercializate în Paris și Londra. It is a monotypic species. Este o specie monotipică.

### Filogenie
Se sugerează ca râsul iberic să fi evoluat din Lynx issiodorensis⁠(en)[traduceți]. Cele mai timpurii rămășițe fosile ale râsului iberic datează de la sfârșitul Pleistocenului timpuriu, acum în jur de 1 milion de ani.
Râsul iberic s-a despărțit genetic⁠(en)[traduceți] ca specie unică în urmă cu 1,98–0,7 milioane de ani. Specia cu care este cel mai strâns înrudită este râsul eurasiatic (Lynx lynx), cu care a coexistat la un anumit grad până în secolul al XX–lea.

## Caracteristici

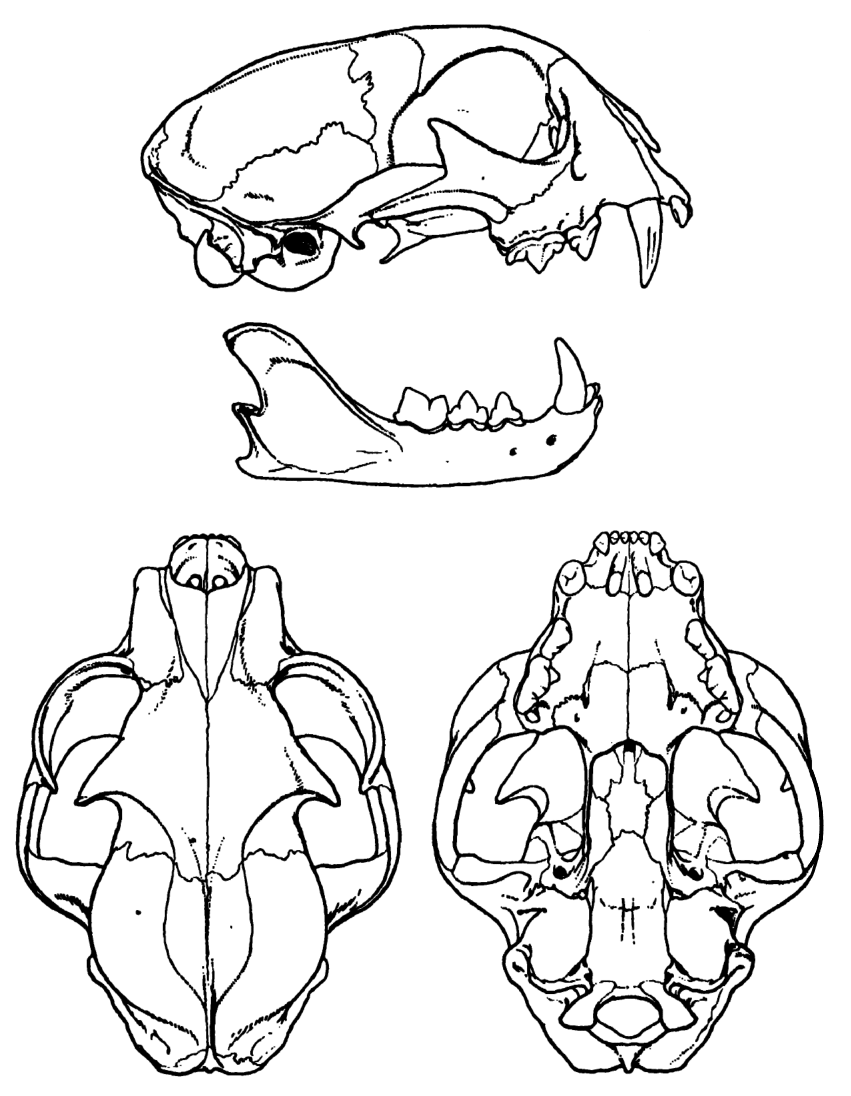
Craniu

Râsul iberic are o blană scurtă și pătată de culoare gălbenie deschisă până la lignicoloră. Punctele de pe blană variază în formă și mărime de la mici și rotunde la alungite. Sunt aranjate în linii și scad în mărime de la spate înspre părțile laterale. Capul său este mic, cu o „freză” și cu urechi cu ciuf. Corpul său este scurt, cu picioare lungi și o coadă scurtă. Lungimea capului plus cea a trunchiului a unui mascul este 74,7–82 cm, cu o coadă de 12,5–16 cm și o greutate de 7–15,9 kg. Femelele sunt mai mici, cu o lungime a capului plus cea a trunchiului de aproximativ 68,2–77,5 cm și o greutate de 9,2–10 kg.

## Răspândire și habitat
Râsul iberic era mai demult prezent de-a lungul Peninsulei Iberice. În anii 1950, populația nordică s-a extins din Mediterana până în Galicia și părți din nordul Portugaliei, iar populația sudică din centrul până în sudul Spaniei. Populațiile au scăzut de la 15 subpopulații în anii 1940 până la numai două subpopulații în 1990, cel mai remarcabil în Montes de Toledo și Sierra Morena. Înainte de 1973, râsul iberic era prezent în Sierra de Gata, Montes de Toledo, estul Sierra Morena, Sierra de Relumbrar și pe câmpii costale din zona Doñana. De la începutul anilor 1960 până în anul 2000, s-a pierdut în jur de 80 % din fostul său areal. În 2012 a fost restricționat la zone foarte limitate din sudul Spaniei, înmulțirea râșilor iberici fiind pe atunci confirmată numai în Sierra Morena și pe câmpiile costale Doñana. Până în 2014, arealul său din Spania cuprindea Sierra Morena și Montes de Toledo din Castilla-La Mancha și Valea Matachel din Extremadura, iar cel din Portugalia cuprindea Vale do Guadiana⁠(en)[traduceți].
Rămășițele fosile indică că râsul iberic avea un areal mai larg în timpul Pliestocenului târziu și al Holocenului timpuriu. Rămășițele a cinci râși găsite Arene Candide⁠(en)[traduceți] din Italia de Nord datează de aproximativ 24.820–18.620 de ani înaintea prezentului⁠(en)[traduceți]. Un specimen găsit în peștera Cabias din sudul Franței⁠(en)[traduceți] a fost datat cu ajutorul radiocarbonului la 3780±90 de ani înaintea prezentului. În 2021, o densitate crescută de râși iberici ce datează de acum 40.000 de ani a fost identificată pentru prima oară în Italia de Sud, la situl de fosile Ingarano din Apulia.

## Comportament și ecologie
Râsul iberic își marchează teritoriul cu urină și fecale și cu scrijelituri pe scoarțe de copaci. Domeniile vitale ale adulților sunt stabile de-a lungul multor ani. Sondaje ce au utilizat camere ascunse în estul Munților Sierra Morena în perioada anilor 1999–2008 au descoperit domeniile vitale a șase femele fiecare de câte 5,2–6,6 km². Patru masculi din zonă aveau fiecare domeniul vital de câte 11,8–12,2 km².

### Dietă și vânarea prăzii
Râsul iberic vânează în principal iepuri de vizuină (Oryctolagus cuniculus), ce reprezintă cea mai mare parte a dietei râsului iberic, suplimentați de potârnichi cu picioare roșii⁠(en)[traduceți], rozătoare și într-o măsură mai mică și de copitate sălbatice. Vânează uneori cerbi lopătari (Dama dama) tineri, căprioare europene (Capreolus capreolus), oi sălbatice europene (Ovis aries musimon) și rațe. Un mascul are nevoie de un iepure pe zi, pe când o femelă ce crește pui mănâncă trei pe zi.
Râsul iberic are adaptabilitate scăzută și a continuat să se bazeze mult pe iepurii de vizuină, ce constituie 75 % din hrana pe care o consumă, în ciuda scăderii numărului de indivizi al populației de iepuri cauzate de bolile provocate de virusurile Myxoma virus⁠(en)[traduceți] și Lagovirus europeus⁠(en)[traduceți].
Mostre de fecale de râs iberic conțineau bacterii anaerobice din genul Anaeroplasma, ceea ce sugerează că flora intestinală îl ajută să digere iepurii pe care îi consumă și că s-ar putea de asemenea să ajute la degradarea materiilor vegetale din intestinele iepurilor. Bacterii rezistente la antibiotice au fost de asemenea găsite în tractul digestiv al râsului iberic sălbatic.
Râsul iberic concurează pentru pradă cu lupul iberic⁠(en)[traduceți], vulpea roșie (Vulpes vulpes), mangusta egipteană și pisica sălbatică europeană (Felis silvestris). De asemenea, ucide adeseori alte carnivore mai mici precum vulpi roșii și manguste egiptene, menționate înainte, dar și genete comune⁠(en)[traduceți].

Râs iberic vânând prepeliță comună (Coturnix coturnix)
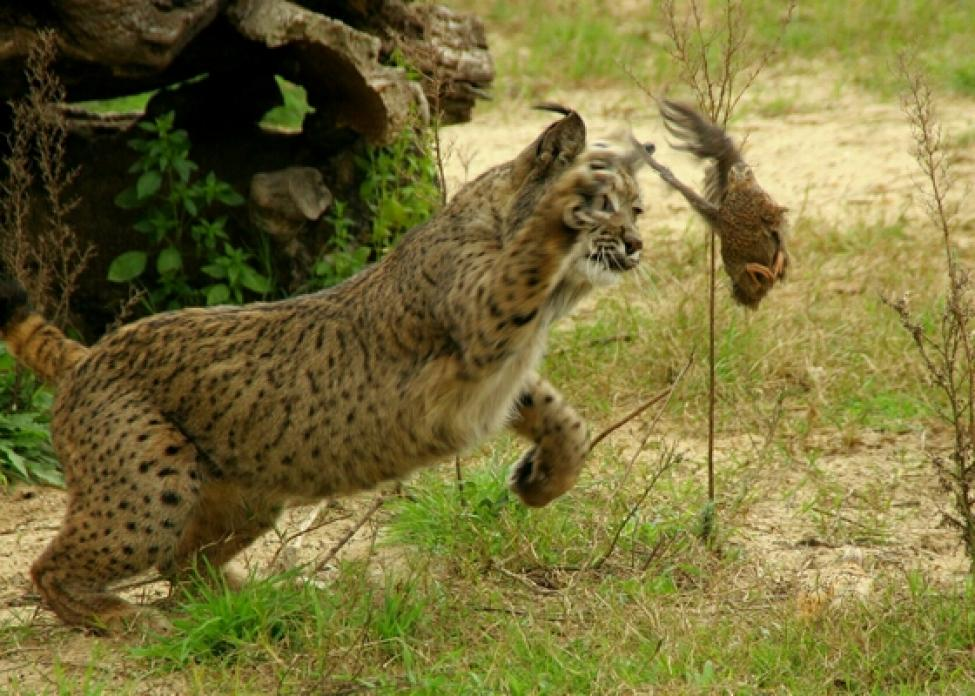
Lovind cu laba dreaptă cu ghearele scoase
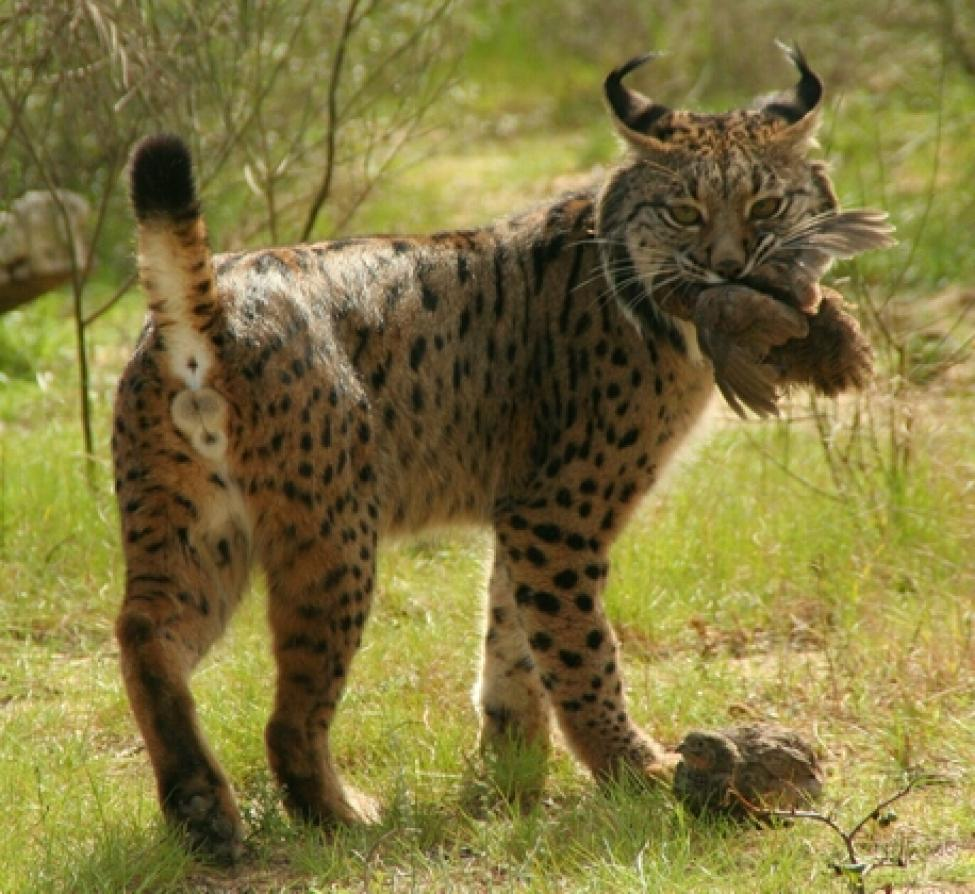
Pradă prinsă în gură

### Reproducere

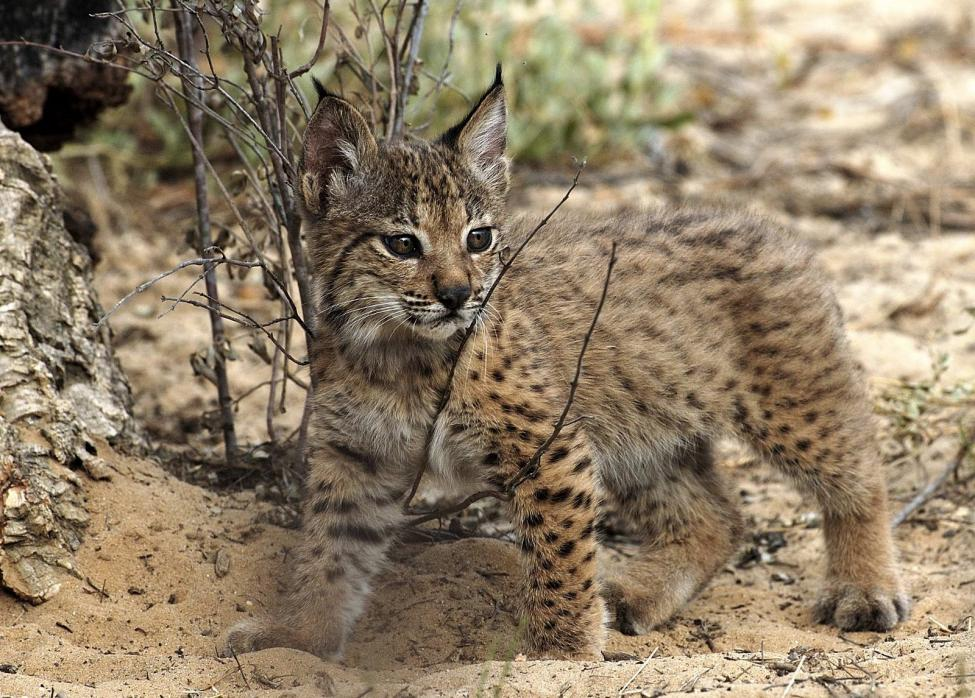
Pui de râs iberic

Cei mai mulți râși iberici se nasc în martie sau în aprilie. Gestația râșilor iberici durează 63–73 de zile, iar un rând de pui constă de obicei în 2–4 pui.
Juvenilii devin independenți la vârsta de 7 până la 10 luni, dar rămân cu mamele până pe la vârsta de 20 de luni. Supraviețuirea juvenililor depinde mult de disponibilitatea speciilor pradă. În sălbăticie, atât masculii, cât și femelele ating maturitatea sexuală la vârsta de un an, deși în practică se înmulțesc rareori până ce un teritoriu devine neocupat; a fost cunoscută o femelă ce nu s-a înmulțit până la vârsta de cinci ani, când a murit mama sa. Longevitatea maximă în sălbăticie este de 13 ani.
Dificultatea de a găsi perechi a dus la împerecherea între indivizi mult prea înrudiți, ceea ce a rezultat în mai puțini pui și o rată mai crescută de decese netraumatice. Împerecherea între indivizi mult prea înrudiți duce la o calitate mai scăzută a spermei și la rate mai crescute ale infertilității la masculi, aceste aspecte împiedicând eforturile de a îmbunătăți condiția fizică a speciei.

## Amenințări
Râsul iberic este amenințat de pierderea habitatului, accidente rutiere și vânătoarea ilegală. Pierderea habitatului este în principal cauzată de îmbunătățirea infrastructurilor, dezvoltarea urbană și a stațiunilor și de monocultivarea⁠(en)[traduceți] copacilor, care fragmentează răspândirea râsului. În secolul al XX-lea, boli ale iepurilor precum cele cauzate de virusurile Myxoma virus și Lagovirus europeus au dus la o scădere vertiginoasă a populației prăzii sale principale. Mai mult, râsul a fost vânat ca „dăunător” în temeiul unei legi adoptate de Francisco Franco, din anii 1950 până la sfârșitul anilor 1970, când vânarea râsului era interzisă. Vânarea în secret a râsului încă se petrece în ziua de azi și aceasta devine o problemă serioasă. Capcane ilegale amplasate pentru iepuri și vulpi erau cauze principale ale mortalității râsului iberic în anii 1990.
În plus, în fiecare an, câțiva râși iberici mor atunci când încearcă să traverseze drumuri cu trafic intens, ceea ce reprezintă majoritatea deceselor de râs. În 2013, 14 râși iberici au murit pe șosele, și 21 în 2014. În 2023 au fost uciși pe șosele 144 de râși.
În 2007, câțiva indivizi au murit din cauza virusului Feline leukemia virus⁠(en)[traduceți].
Interacțiunile crescânde cu oamenii și răspândirea genelor rezistente la antibiotice în rândul populațiilor râsului ar putea reprezinte o amenințare semnificativă nu numai pentru râs, însă și pentru oameni.

## Conservare

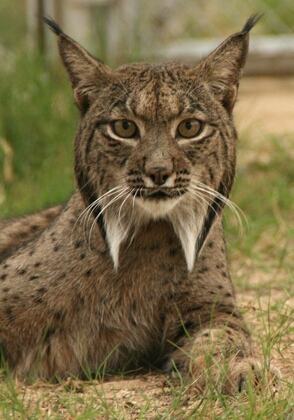
Râs iberic

Râsul iberic este pe deplin protejat. Este listat în Anexa I a CITES, în Anexa II a Convenției de la Berna⁠(en)[traduceți] și în Anexa II și Anexa IV din Directiva Habitate⁠(en)[traduceți] a Uniunii Europene. A fost listat ca specie pe cale de dispariție pe Lista roșie a IUCN din 2014 până în 2024. În 2024 a fost reclasificat drept specie vulnerabilă⁠(en)[traduceți] după ce efectivele de râși tineri și maturi au crescut la mai mulți de 2000.
Printre măsurile de conservare se numără refacerea habitatului său nativ, menținerea populației sălbatice de iepuri, reducerea cauzelor nenaturale ale morții și eliberarea indivizilor crescuți în captivitate. Comisia națională a Spaniei care se ocupă cu protejarea naturii a susținut Programa de Conservación Ex-Situ del Lince Ibérico („Programul de Conservare Ex-Situ a Râsului Iberic”) pentru faptul că acesta servește ca o „rețea de siguranță” prin faptul că gestionează populația captivă și pentru că „ajută la stabilirea de populații de râși iberici care cutreieră liberi prin programe de reintroducere”. Înaintea eliberării de râși iberici crescute în captivitate, tendința naturală a acestora poate fi simulată pentru a îi pregăti pentru viața în sălbăticie. Un studiu din 2006 a utilizat un sistem de monitorizare neintruziv ce implica camere care monitorizau atât demografia râșilor, cât și a iepurilor ce viețuiau în Sierra Morena. Surse suplimentare de hrană puteau fi furnizate dacă iepurii sălbatici sufereau o scădere a numărului de indivizi.
Eforturi de gestionare sunt dezvoltate pentru a conserva și reface arealul nativ al animalului. Autoritățile ce intenționează să elibereze râși născuți în captivitate caută zone cu habitat propice, verifică abundența iepurilor din acestea și află dacă există permisiunea populației umane locale. În jur de 90 de milioane de euro au fost cheltuiți pe diverse măsuri de conservare în perioada anilor 1994–2013. Uniunea Europeană a contribuit cu până la 61 % din finanțare.

### Program de reintroducere
Începând din 2009, râsul iberic a fost reintrodus în Guadalmellato⁠(en)[traduceți], ceea ce a dus la o populație de 23 de indivizi în 2013. Din anul 2010, specia a fost eliberată și în Guarrizas. Au avut loc discuții cu Ministerul Mediului din Spania⁠(en)[traduceți] despre planuri pentru eliberări de râși iberici în zona Campanarios de Azaba de lângă Salamanca. În aprilie 2013, a fost raportat faptul că populația sălbatică totală a Andaluziei—de numai 94 în 2002—s-a triplat la 309 indivizi. În iulie 2013, grupuri ce se ocupă cu mediul au confirmat prezența unui rând de pui născuți în sălbăticie în Provincia Cáceres (Extremadura). Un studiu publicat în iulie 2013 în Nature Climate Change⁠(en)[traduceți] a recomandat ca programele de reintroducere să aibă loc în nordul Iberiei, sugerând că schimbările climatice ar amenința iepurii din sud.
Pe 26 noiembrie 2014, 3 râși iberici au fost eliberați în Montes de Toledo; unul dintre ei a cutreierat ulterior până lângă Aranjuez, în regiunea Madrid, iar asta a făcut ca un râs iberic să se găsească atunci acolo pentru prima oară în 40 de ani.
Prezența râșilor iberici în Portugalia, particular în sud, a fost verificată. În 2014, Instituto da Conservação da Natureza e das Florestas⁠(en)[traduceți] („Institutul pentru Conservarea Naturii și a Pădurilor”) a semnat contracte securizând 2.000 de hectare de teren pentru proiectul Portugaliei de reintroducere a râșilor iberici. În 2015, 10 râși iberici crescuți în captivitate au fost eliberați în Parcul Național Valea Guadiana⁠(en)[traduceți] și zone înconjurătoare din Valea Guadiana din sud-estul Portugaliei. Pe la sfârșitul anului 2015 existau 400 de râși iberici în Peninsula Iberică, marea majoritate în Andaluzia, în sudul Spaniei, dar cu populații noi mai mici pe dealuri de lângă Toledo, în Extremadura (sud-vestul Spaniei) și în sudul Portugaliei.
Reintroducerea râsului iberic în Portugalia a avut succes; dintre cele 17 animale care au fost reintroduse, 12 și-au stabilit deja teritorii.
Începând din 2007, când a avut loc o epidemie cauzată de virusul Feline leukemia virus, râșii iberici sălbatici sunt testați periodic pentru a verifica existența unei posibile infectări. Mostrele din perioada septembrie-decembrie 2013 au avut rezultat negativ pentru acest virus, dar un mascul a devenit primul individ al speciei sale al cărui test să raporteze pozitiv virusul Feline immunodeficiency virus⁠(en)[traduceți]. Masculul a fost ulterior pus în carantină.

### Înmulțirea în captivitate

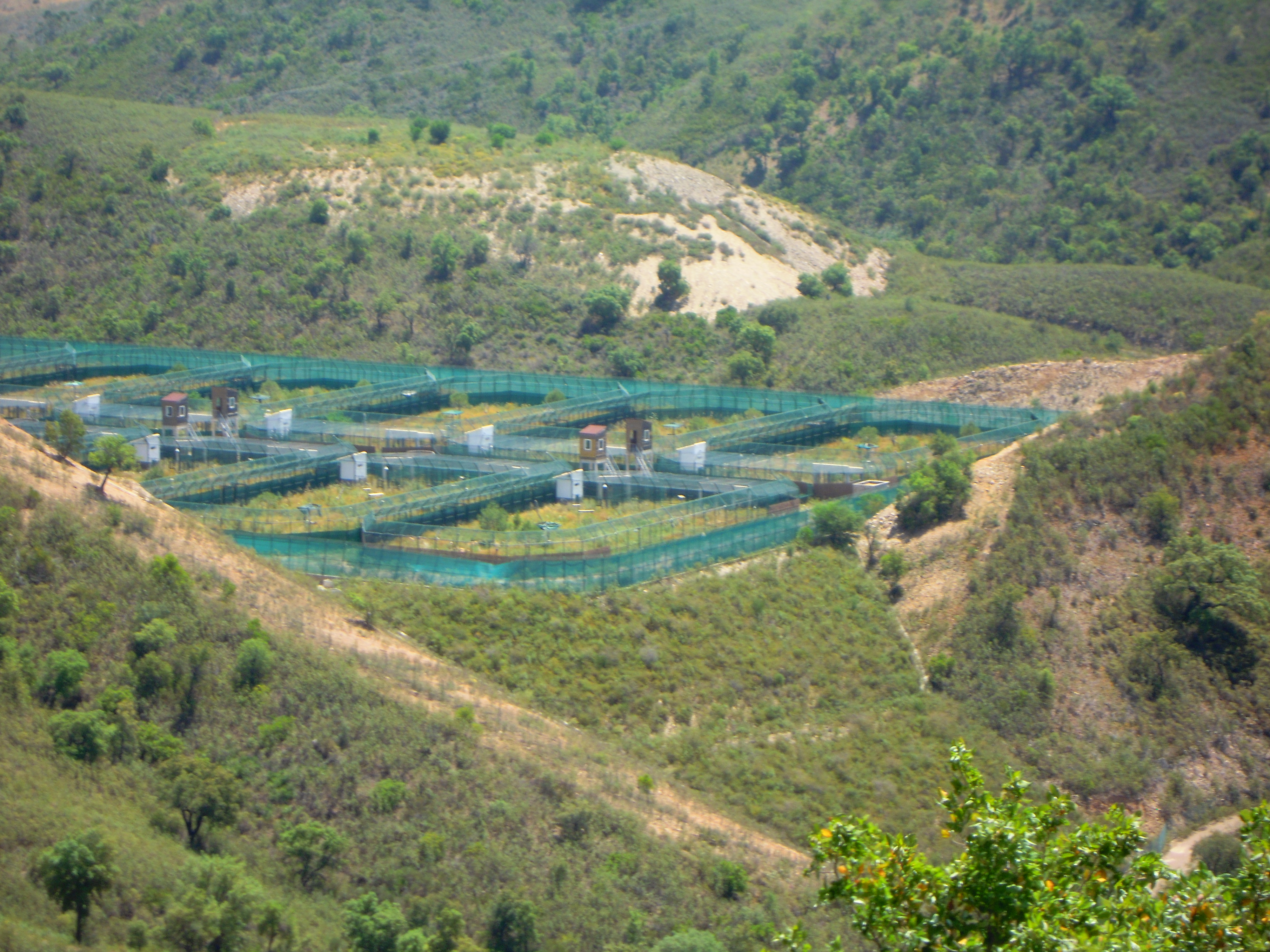
Centro Nacional de Reprodução do Lince-Ibérico lângă Silves, Portugalia

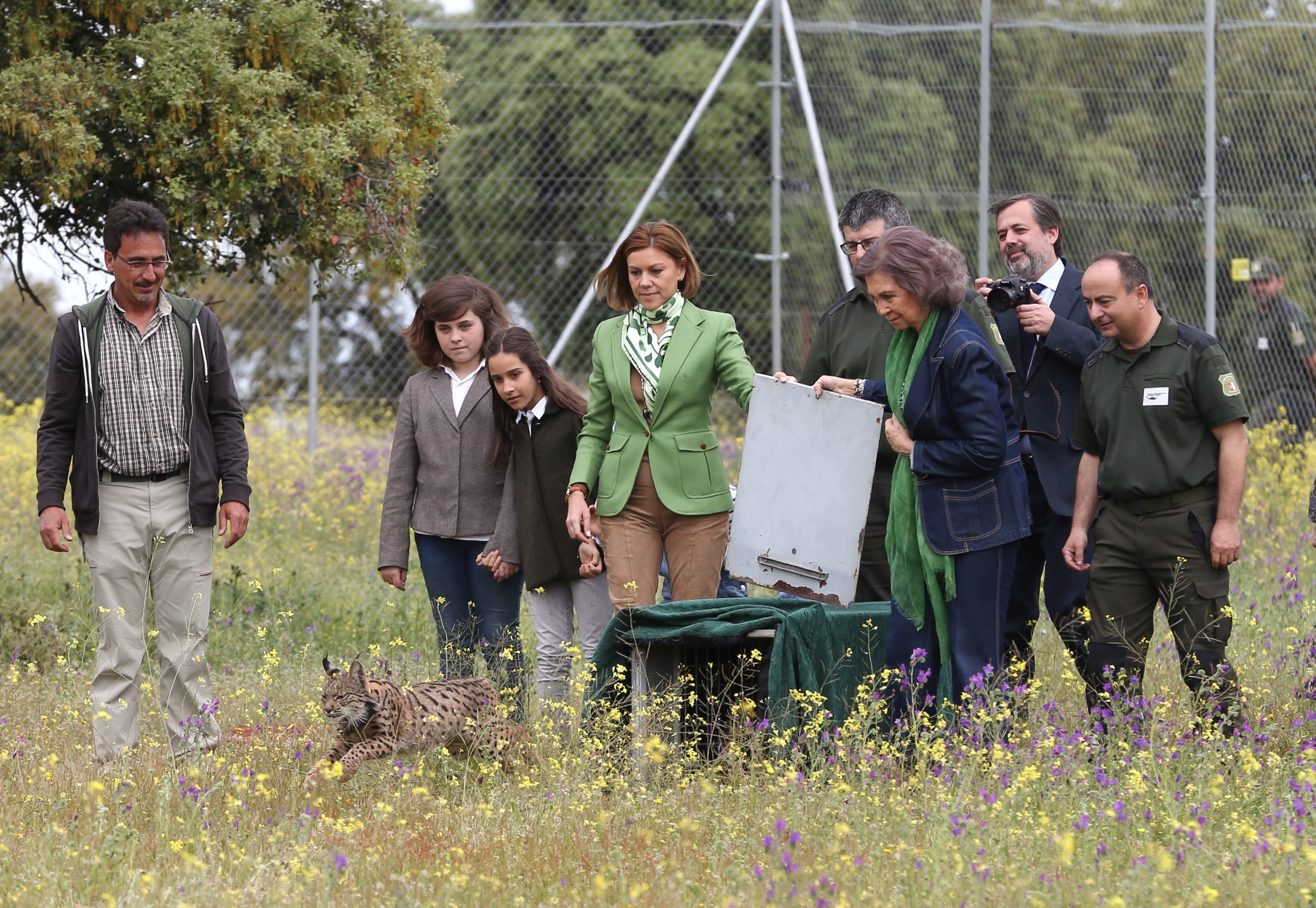
Regina Sofía a Spaniei și en eliberează un râs iberic în Mazarambroz, Spania, la „El Castañar”, domeniu al en.

În 2002, grădina zoologică din Jerez a confirmat că găzduiește trei râși iberici și că dezvolta un plan pentru un program de înmulțire în captivitate. Un dintre femelele de la grădina zoologică era Saliega⁠(en)[traduceți], capturată pe când era pui în aprilie 2002. A devenit primul râs iberic care s-a reprodus în captivitate, dând naștere la trei pui sănătoși în 29 martie 2005 la Centrul de Reproducere El Acebuche, în Parcul Național Doñana⁠(en)[traduceți], Huelva, Spania. În anii următori, numărul nașterilor a crescut și s-au deschis centre adiționale de reproducere. În martie 2009, s-a raportat că 27 de pui au fost născuți de la începerea programului. În 2009, Guvernul Spaniei⁠(en)[traduceți] a plănuit să construiască cu 5,5 milioane de euro un centru de reproducere la Zarza de Granadilla.
În Portugalia, Centro Nacional de Reprodução do Lince-Ibérico („Centrul Național de Reproducere a Râului Iberic”) a fondat un centru de reproducere lângă Silves, Portugalia, iar de atunci a crescut 122 de indivizi cu toții crescuți la centrul de reproducere, dintre care 89 au supraviețuit. 73 dintre ei au fost introduși în sălbăticie. Introducerea a avut loc în Mértola⁠(en)[traduceți] și Serpa din Valea Guadiana. Conform datelor din 2020, există în jur de 140 de indivizi în sălbăticie în Portugalia, răspândiți pe parcursul unei suprafețe de 50.000 de hectare, iar 50 dintre acești indivizi sunt pui.
Existau 14 pui supraviețuitori în 2008 și 15 în 2009. În 2010, ploaia intensivă și problemele de sănătate au dus la un succes de înmulțire mai mic, adică 14 născuți dintre care 8 supraviețuitori. Dar anul următor, centrele de reproducere au înregistrat 45 de nașteri, dintre 26 de pui supraviețuitori. În 2012, centrele de reproducere din Portugalia și Spania au raportat un total de 44 de supraviețuitori din 59 născuți, pe când în 2013 au fost 44 de supraviețuitori din 53 născuți. În 2017, populația totală a râșilor iberici a ajuns la 475 de specimene. În februarie 2019, s-a estimat că populația totală ar fi crescut până pe la 650 de indivizi.
În martie 2013, s-a raportat că au fost colectate pentru prima oară embrioni și ovocite⁠(en)[traduceți] de râși iberici. Au fost colectate de la Saliega și altă femelă—ambele sterlizate⁠(en)[traduceți] și retrase din programul de reproducere—de către Leibniz-Gemeinschaft⁠(en)[traduceți] („Asociația Leibniz”) și păstrate în azot lichid la Museo Nacional de Ciencias Naturales⁠(en)[traduceți] („Muzeul Național de Științe Naturale”) din Madrid pentru potențială înmulțire viitoare. În iulie 2014, Museo Nacional de Ciencias Naturales a anunțat că a produs celule de spermă din țesut testicular de râs iberic imatur sexual.
Râși iberici sunt găzduiți la Grădina Zoologică din Jerez, la Grădina Zoologică din Lisabona⁠(en)[traduceți] din decembrie 2014, iar din iulie 2016 la Zoo Aquarium de Madrid⁠(en)[traduceți].

## Cercetare genetică
Variația genetică a râsului iberic este mai scăzută decât a oricărei alte felide sărăcite genetic, asta fiind o consecință a fragmentării populației⁠(en)[traduceți], a unei strangulări a populației și a izolării grupurilor de populații. Râșii iberici din Doñana și Andújar diferă genetic la markerii microsateliți. Mostrele colectate din Doñana au prezentat o rată crescută a împerecherii între indivizi mult prea înrudiți, căci acest grup al populației era izolat de multă vreme.

## În cultura populară
Artistul stradal portughez Bordalo II⁠(en)[traduceți] creează instalații⁠(en)[traduceți] făcute din gunoaie⁠(en)[traduceți] pentru a evidenția supraconsumul⁠(en)[traduceți]. Lucrările sale care constă în animale sunt create pentru a evidenția distrugerea speciilor de către deșeurile cauzate de oameni. Una dintre sculpturile publice⁠(en)[traduceți] ale lui este un imens râs iberic din Parque das Nações⁠(en)[traduceți], Lisabona, Portugalia, realizat pentru World Conference of Ministers Responsible for Youth 2019 și Youth Forum Lisboa+21.

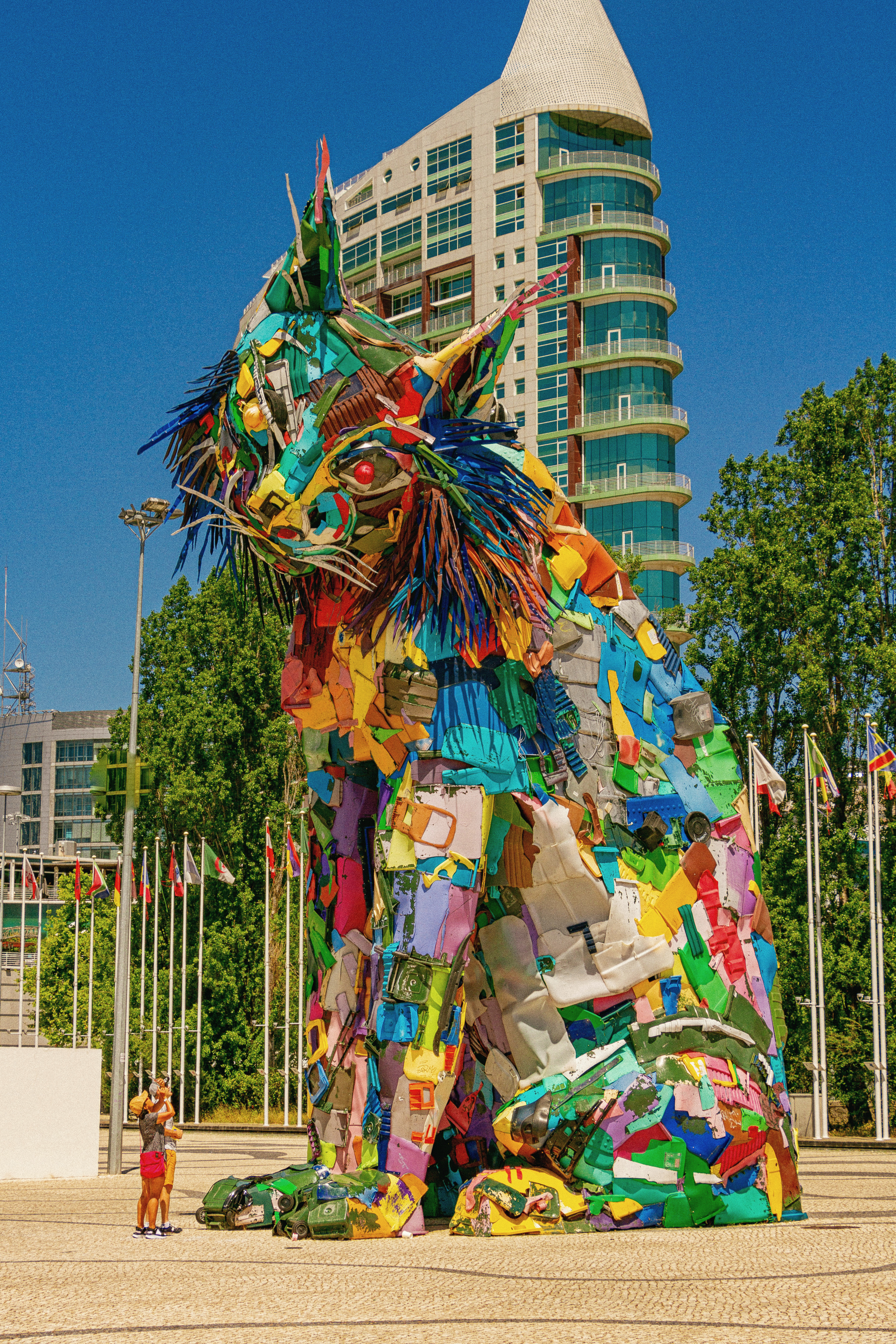
Râs iberic, en, Lisabona